# Кукша тайгова
Ку́кша тайѓова, ку́кша, со́йка сибі́рська або ро́нжа (Perisoreus infaustus) — птах роду кукша. В Україні рідкісний залітний птах.

## Назва
Слово «кукша» запозичене через російську з фіно-угорських мов: пор. карел. kuukšо, комі kukša (останнє вважається також запозиченням з російської). Інша версія припускає питомо російське походження — пор. рос. кукушка («зозуля»). В обох випадках очевидний звуконаслідувальний характер слова: птах видає крик, схожий на глухий звук «куук».
Українська назва «ронжа» також запозичена з російської мови[джерело?]. Слово загальноприйнятого пояснення не має, припускається, що походить з балтійських (пор. лит. rą́šis < *ranžis і латис. ruoze, ruozis — всі мають значення «кедрівка») або фінських мов.
У науковій літературі для позначення цього птаха українською використовується «кукша тайгова», раніше вживалась просто «кукша». У Словнику української мови присутня назва «ронжа», а в Маркевича, Татарка — «кукша тайгова», як і у Фесенко, 2018.

## Опис
Цей птах схожий на велику горихвістку або малу сойку. У дорослого птаха верх голови темно-бурий; низ голови, спина, плечі, шия, воло і груди сірувато-бурі; боки тулуба і черево рудуваті; поперек, надхвістя і підхвістя насичено руді; зверху на сірих крилах насичено руді плями; центральні стернові пера сірі, інші — насичено руді; дзьоб і ноги чорні. У молодого птаха верх голови світліший; низ темніший. Відрізнити кукшу тайгову від сойки можна за кольором хвоста, відсутність білих плям та за розміром.

## Поведінка

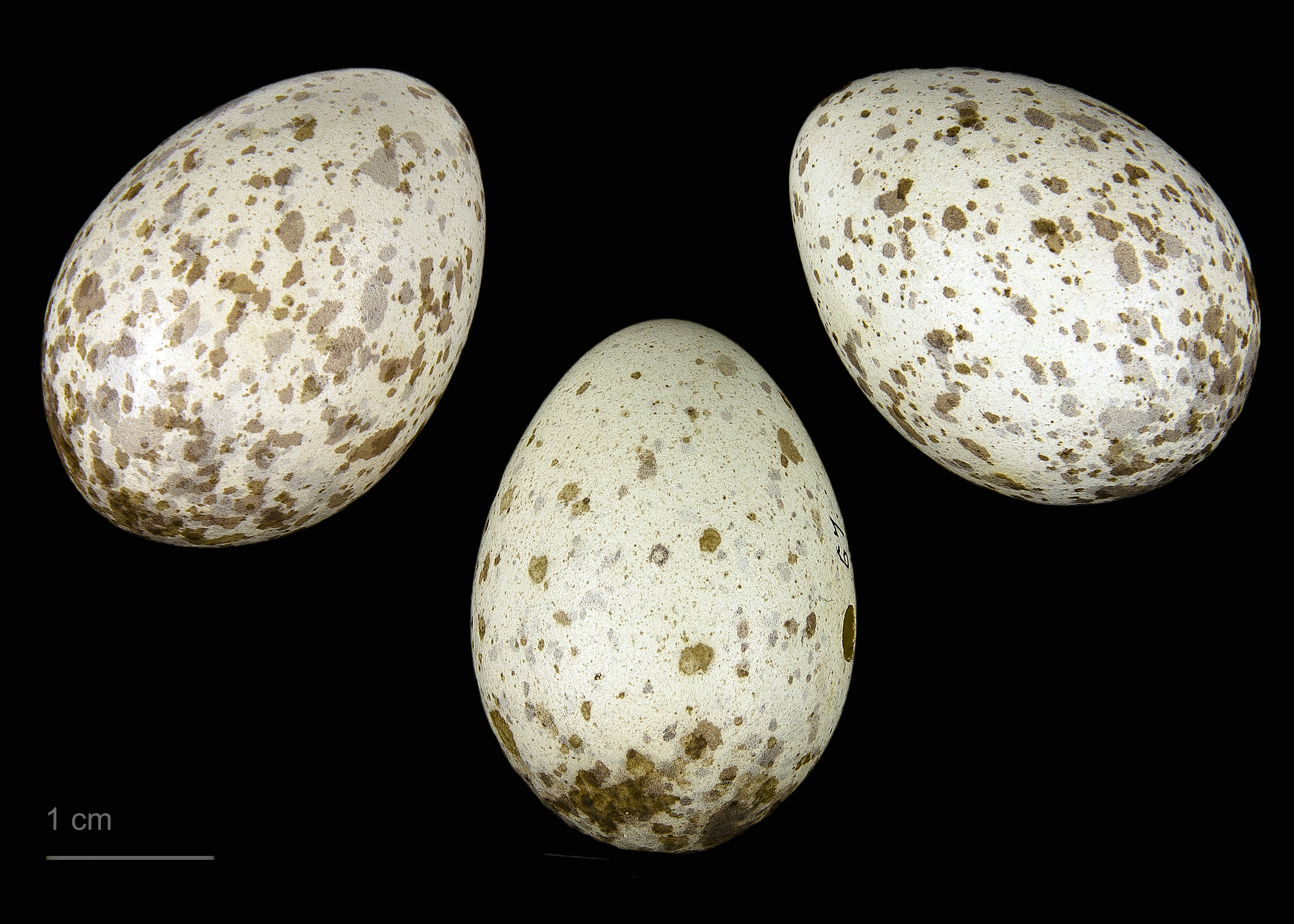
Яйця Perisoreus infaustus infaustus в оологічній колекції, Тулузький музей

Лісовий птах, любить селитися серед ялицево-ялинової і кедрово-модринової тайги. Дуже любить тихі, важкодоступні місця. У післягніздовий період галасливий та добре помітний. Тримається парами і зграйками. У польоті розкриває хвіст віялом.
Живиться насінням хвойних дерев, горіхами, ягодами, комахами. Також живиться дрібними гризунами, дрібними птахами, яйцями і падлом. На зиму їжу ховає в дерева.
Будують гнізда на висоті від 2 до 6 метрів, яйця відкладають у квітні — травні. В гнізді може бути від 3 до 5 яєць сіруватого забарвлення в крапочку. Висиджування триває 16–17 днів. У червні — на початку липня з гнізда вилітають молоді птахи.

## Поширення
Кукша тайгова проживає в тайгових лісах Євразії від Скандинавії до Анадиру, Сахаліну і Примор'я, переважно в ялиново-ялицевих і кедрово-модринових лісах.

## Охорона
Чисельність цього птаха щороку зменшується, тому необхідні заходи охорони. В Європі цей вид птахів перебуває під охороною Бернської конвенції.